# Aspidoscelis ceralbensis
Aspidoscelis ceralbensis (серральвський батогохвіст) — вид ящірок родини теїдових (Teiidae). Ендемік Мексики.

## Поширення і екологія
Серральвські батогохвости є ендеміками острова Серральво в Каліфорнійській затоці. Вони живуть серед піщаних дюн і кам'янистих схилів, порослих чагарниками.